# Verona Island (Maine)
Verona Island est une ville américaine située dans le Comté de Hancock, dans le Maine. Selon le recensement de 2020, sa population est de 507 habitants.